# Balaklava Blues
Balaklava Blues — україно-канадський гурт, що був створений етнічним українцем Марком Марчиком з Торонто та киянкою Марією Кудрявцевою (пізніше взяла ім'я Марічка Марчик) у 2018 році.

## Історія
Марія Кудрявцева почала свій музичний шлях у фольклорному ансамблі «Божичі». У 2000-х захопилася ще й кабаре, тому разом з Оленою Грозовською створила гурт «Сонцекльош», який згодом розділився на два самостійних проекти: GrozovSka Band (солістка Олена Грозовська) та «Куку Шанель» (солістка Марія Кудрявцева, яка виконувала пісні українською та російською мовами).
Марко Марчик народився у Львівській області, але виріс у Канаді. У 2013 році він приїхав до Києва, та в один із днів на Майдані звернув увагу на дівчину, що співала народні пісні.

Поступово між Марією та Марком зав'язалися стосунки. Вони працювали волонтерами в АТО, а згодом переїхали до Канади, почали займатися спільною творчістю та створили Balaklava Blues.
«Балаклава — це штука, з якою всі українці ознайомилися на революції. Щодо „блюзу“, то є таке висловлювання: блюз — це коли хорошій людині погано.» — Марко Марчик
У 2018 році гурт заявив про себе в Україні та за кордоном. Поєднуючи фольк з електронікою та хіп-хопом, музиканти розповідають про війну на Сході.
Свій творчий меседж Balaklava Blues сформулювали на альбомі «Fly», що вийшов у 2019 році на американському лейблі Six Degrees Records. Особливу увагу на ньому привертає трек Volnovakha. Як зрозуміло із назви, він розповідає про обстріл російськими військами маршрутки у місті Волноваха Донецької області в січні 2015. Аудіозаписи, які дует використав у пісні, відкривають очі на справжні причини тієї трагічної події.

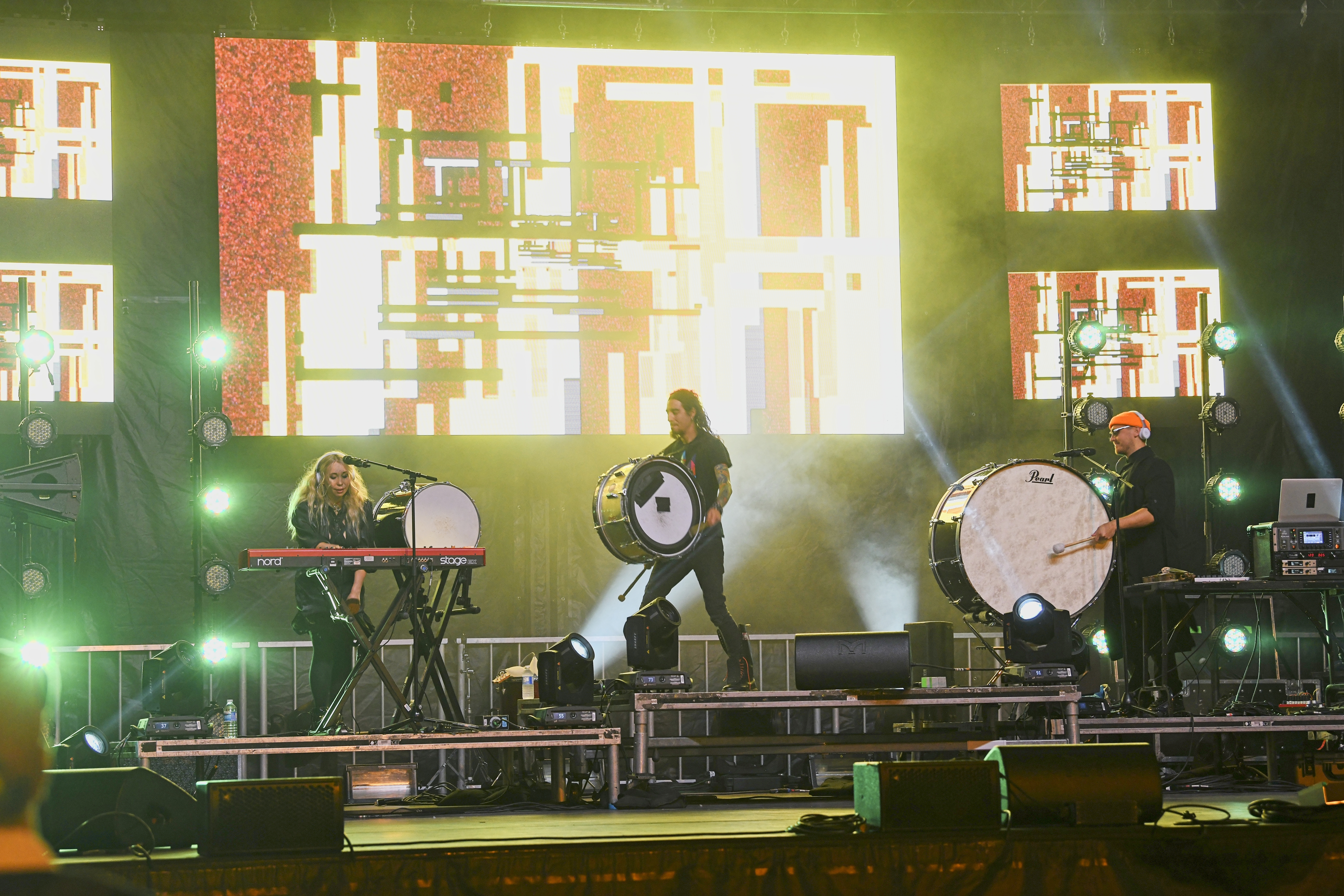
Виступ на Українському фестивалі Блюр-Вест у Торонто, 2019

З початку широкомасштабного вторгнення гурт зібрав понад 500 тисяч канадських доларів (14,2 мільйона гривень), які передали в українські та україно-канадські благодійні фонди.
У 2022 році вийшов альбом «Let Me Out», написаний гуртом із 2020 по 2022 роки в Торонто, що отримав нові сенси з початком повномасштабного вторгнення.

## Склад
- Марічка Марчик — музика, вокал
- Марко Марчик — музика, вокал
- Оскар Ламбаррі — ударник, бек-вокал[4].

## Дискографія

### Альбоми
- 2019 — «Fly»
- 2022 — «Let Me Out»

### Сингли
- 2018 — «Don't Leave Me»
- 2022 — «Shelter Our Sky»
- 2022 — «Swallow»
- 2022 — «Gimme»
- 2022 — «Let Me Out» (Radio Edit)

### Кліпи
- 2022 — «Swallow»[5]
- 2022 — «Gimme»[6]
- 2022 — «Let Me Out»[7]